# بیابان تابرناس
بیابان تابرناس (به اسپانیایی: Desierto de Tabernas) یکی از مناطق نیمه‌خشک اسپانیا است که در استان آلمریا جنوب شرق این کشور قرار دارد. آلمریا خشک‌ترین ناحیهٔ اروپا است و تنها بیابان واقعی این قاره است. بارش سالانهٔ این منطقه کمتر از ۱۵۶ میلیمتر در نوار ساحلی است.
بیابان تابرناس در ۳۰ کیلومتری شمالِ مرکزاستان آلمریا در منطقهٔ تابرناس قرار دارد.
جانوران این بیابان عبارتند از: بادخورک، جوجه‌تیغی، زاغچه، باقرقره شکم‌سفید، باسترک نیلی کوهی، تلیله‌ایان، سهره گلی و چکاوک کاکلی.

## نگارخانه

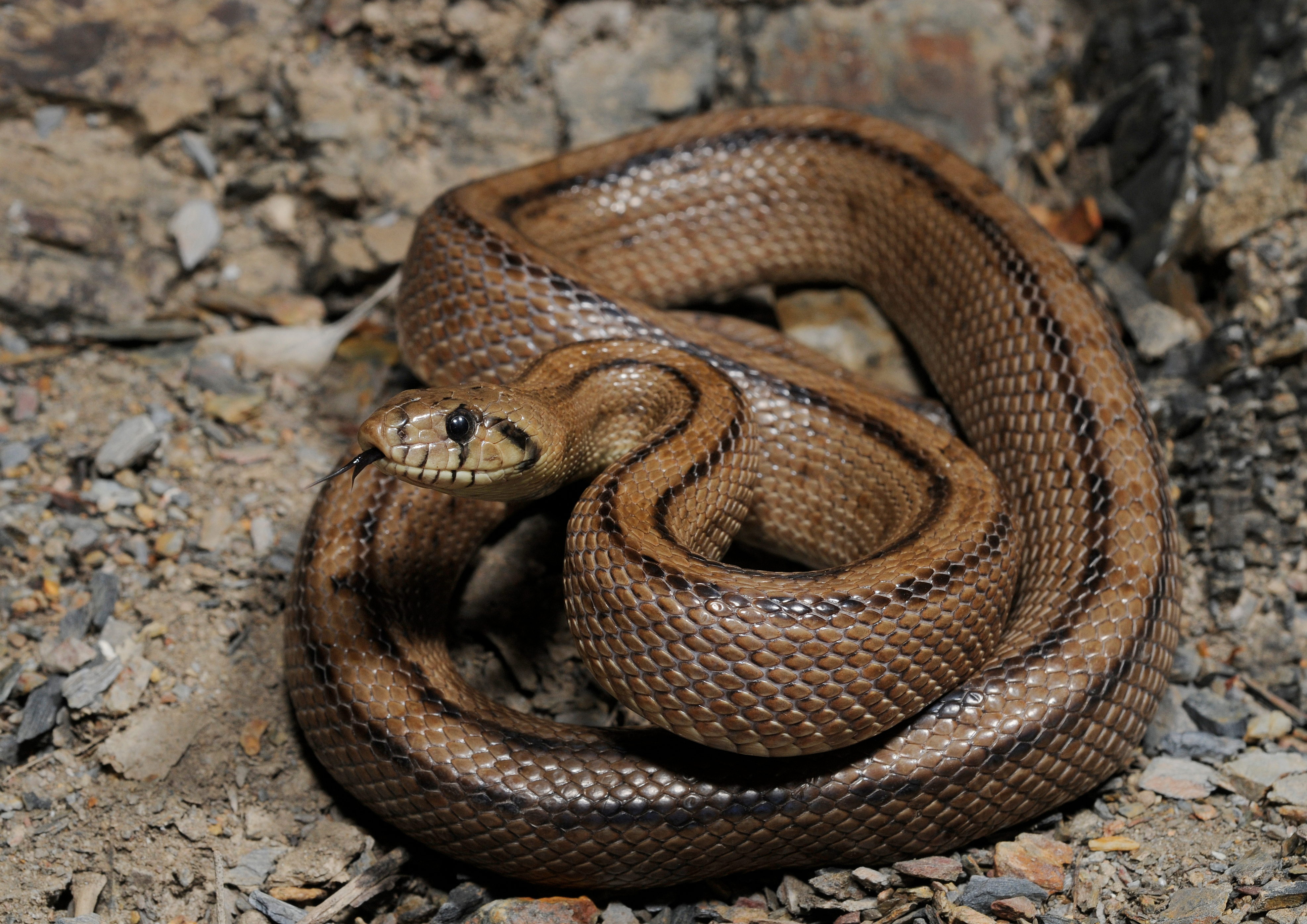
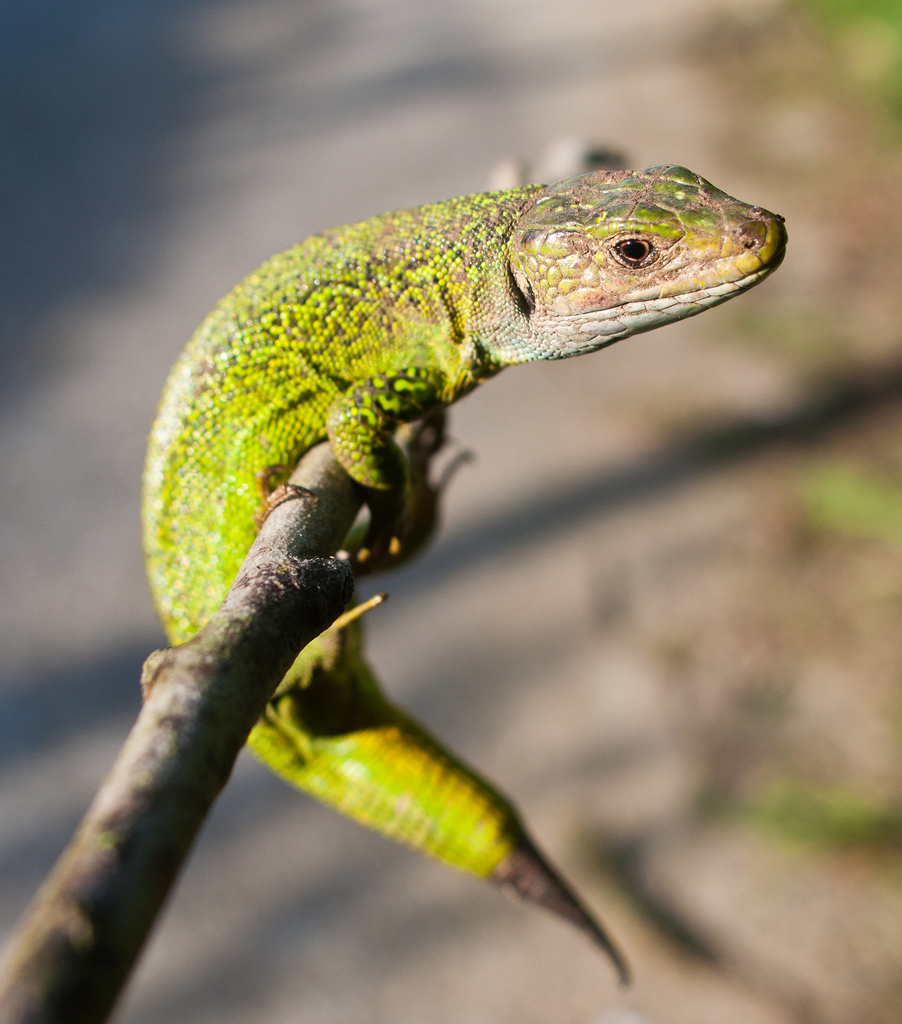